# Clytie distincta
Clytie distincta là một loài bướm đêm trong họ Erebidae.